# Kvinnofrågan
Kvinnofrågan, äldre stavning qvinnofrågan, var under 1800-talet och början av 1900-talet den övergripande termen för den första vågens feminism; frågor rörande kvinnans myndighet, utbildning, förvärvsarbete och rösträtt, samt om kvinnans ställning i och utanför hemmet och om kvinnans ”natur”. Dessa frågor uppkom i samband med den genomgripande samhällsomvandling som följde med industrialiseringen under 1800-talet. "Kvinnofrågan" (engelska: The Woman Question, tyska: Die Frauenfrage) var en brännande fråga i alla västerländska länder vid denna tid.
I Sverige började termen användas i offentliga sammanhang under 1880-talet då den så kallade sedlighetsdebatten fördes i tidningar, böcker och på teatrarna.. Termen kvinnofrågan används än idag som ett övergripande begrepp i diskussioner om kvinnans ekonomiska, sociala och politiska jämställdhet med mannen.